# Trophée Éric Bompard 2013
Trophée Éric Bompard 2013 – piąte w kolejności zawody łyżwiarstwa figurowego z cyklu Grand Prix 2013/2014. Zawody odbywały się od 15 do 17 listopada 2013 roku w hali Palais Omnisports de Paris-Bercy w Paryżu.
W konkurencji solistów zwyciężył Kanadyjczyk Patrick Chan, a wśród solistek Amerykanka Ashley Wagner. W rywalizacji par sportowych triumfowali Chińczycy Pang Qing i Tong Jian. Najlepszą parą w konkurencji par tanecznych zostali Kanadyjczycy Tessa Virtue i Scott Moir.

## Wyniki

### Soliści

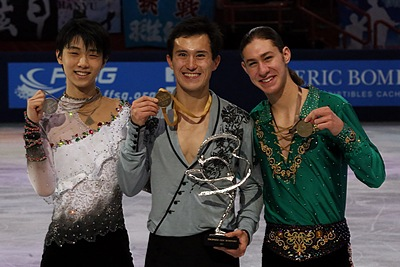
Medaliści w konkurencji solistów, od lewej Hanyū (JPN), Chan (CAN), Brown (USA)

| Poz. | Zawodnik          | Nota łączna | SP | SP    | FS | FS     |
| ---- | ----------------- | ----------- | -- | ----- | -- | ------ |
| 1    | Patrick Chan      | 295,27      | 1  | 98,52 | 1  | 196,75 |
| 2    | Yuzuru Hanyū      | 263,59      | 2  | 95,37 | 2  | 168,22 |
| 3    | Jason Brown       | 243,09      | 3  | 84,77 | 3  | 158,32 |
| 4    | Yan Han           | 214,23      | 4  | 84,34 | 6  | 129,89 |
| 5    | Michal Březina    | 206,22      | 6  | 71,91 | 4  | 134,31 |
| 6    | Song Nan          | 204,73      | 7  | 71,36 | 5  | 133,37 |
| 7    | Florent Amodio    | 191,13      | 5  | 73,65 | 8  | 117,48 |
| 8    | Alexander Majorov | 180,62      | 8  | 59,72 | 7  | 120,90 |

### Solistki

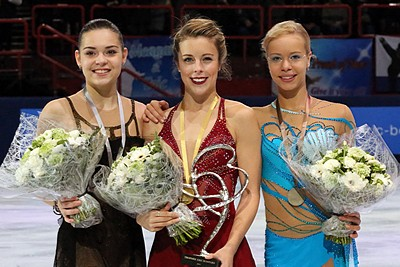
Medalistki w konkurencji solistek, od lewej Sotnikowa (RUS), Wagner (USA), Pogoriła (RUS)

| Poz. | Zawodniczka        | Nota łączna | SP | SP    | FS | FS     |
| ---- | ------------------ | ----------- | -- | ----- | -- | ------ |
| 1    | Ashley Wagner      | 194,37      | 1  | 66,75 | 2  | 127,62 |
| 2    | Adelina Sotnikowa  | 189,81      | 3  | 60,01 | 1  | 129,80 |
| 3    | Anna Pogoriła      | 184,69      | 2  | 60,03 | 3  | 124,66 |
| 4    | Samantha Cesario   | 172,70      | 5  | 56,55 | 4  | 116,15 |
| 5    | Maé-Bérénice Méité | 166,11      | 6  | 56,50 | 5  | 109,61 |
| 6    | Amélie Lacoste     | 158,11      | 7  | 55,92 | 6  | 102,19 |
| 7    | Viktoria Helgesson | 153,27      | 8  | 53,25 | 7  | 100,02 |
| 8    | Christina Gao      | 152,85      | 4  | 58,81 | 8  | 94,04  |
| 9    | Natalja Popowa     | 136,43      | 9  | 50,87 | 9  | 85,56  |

### Pary sportowe

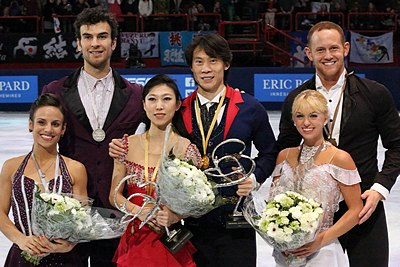
Medaliści w parach sportowych, od lewej Duhamel / Radford (CAN), Pang / Tong (CHN), Denney / Coughlin (USA)

| Poz. | Zawodnicy                            | Nota łączna | SP | SP    | FS | FS     |
| ---- | ------------------------------------ | ----------- | -- | ----- | -- | ------ |
| 1    | Pang Qing / Tong Jian                | 193,86      | 1  | 67,69 | 1  | 126,17 |
| 2    | Meagan Duhamel / Eric Radford        | 190,89      | 2  | 66,07 | 2  | 124,82 |
| 3    | Caydee Denney / John Coughlin        | 184,01      | 4  | 63,52 | 3  | 120,49 |
| 4    | Wiera Bazarowa / Jurij Łarionow      | 180,07      | 3  | 65,67 | 5  | 114,40 |
| 5    | Vanessa James / Morgan Ciprès        | 172,27      | 5  | 56,78 | 4  | 115,49 |
| 6    | Natasha Purich / Mervin Tran         | 162,09      | 6  | 55,89 | 6  | 106,20 |
| 7    | Annabelle Prölß / Ruben Blommaert    | 157,62      | 7  | 54,18 | 7  | 103,44 |
| 8    | Nicole Della Monica / Matteo Guarise | 147,88      | 8  | 48,59 | 8  | 99,29  |

### Pary taneczne

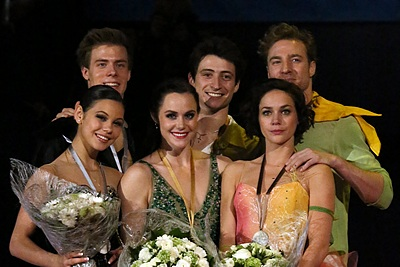
Medaliści w parach tanecznych, od lewej Ilinych / Kacałapow (RUS), Virtue / Moir (CAN), Péchalat / Bourzat (FRA)

| Poz. | Zawodnicy                               | Nota łączna | SD | SD    | FD | FD     |
| ---- | --------------------------------------- | ----------- | -- | ----- | -- | ------ |
| 1    | Tessa Virtue / Scott Moir               | 180,96      | 1  | 75,31 | 1  | 105,65 |
| 2    | Jelena Iljinych / Nikita Kacałapow      | 171,89      | 3  | 69,07 | 2  | 102,82 |
| 3    | Nathalie Péchalat / Fabian Bourzat      | 171,08      | 2  | 70,59 | 3  | 100,49 |
| 4    | Nielli Żyganszyna / Alexander Gazsi     | 147,27      | 4  | 60,13 | 4  | 87,14  |
| 5    | Gabriella Papadakis / Guillaume Cizeron | 143,26      | 5  | 58,10 | 5  | 85,16  |
| 6    | Ksienija Mońko / Kiriłł Chalawin        | 139,96      | 6  | 56,53 | 6  | 83,43  |
| 7    | Penny Coomes / Nicholas Buckland        | 128,59      | 7  | 52,52 | 7  | 76,07  |
| 8    | Nicole Orford / Thomas Williams         | 119,60      | 8  | 47,45 | 8  | 72,15  |